# Bruno Lafont
Bruno Lafont (Boulogne-Billancourt, 8 giugno 1956) è un imprenditore francese.
È un uomo d'affari francese. È stato amministratore delegato di Lafarge dal 2006 al 2015, quando si è fusa con Holcim per diventare LafargeHolcim. È stato co-presidente di LafargeHolcim dal 2015 ad aprile 2017.

## Primi anni di vita
Lafont è nato nel 1956. Si è laureato all'HEC Paris nel 1977 e all'École nationale d'administration di Parigi.

## Carriera
Lafont è entrato in Lafarge come revisore dei conti nel dipartimento finanziario nel 1983. Successivamente ha lavorato in Germania e Turchia. È stato nominato amministratore delegato il 1º gennaio 2006. Sotto il suo mandato, ha supervisionato l'espansione internazionale di Lafarge in 70 paesi, inclusa l'acquisizione di azionisti di minoranza in Lafarge Nord America. Inoltre, ha tagliato i costi del 60% entro il primo anno, in particolare disinvestendo dalla sua controllata produttrice di tetti. Nel dicembre 2008, ha acquisito Orascom Cement, una filiale di Orascom Construction Industries, per 8,8 miliardi di euro, e ha portato i miliardari Albert Frère e Nassef Sawiris nel consiglio di amministrazione di Lafarge. Si è dimesso dalla carica di amministratore delegato nel 2015, poco dopo la fusione con Holcim. Per questo gli è stato assegnato un bonus di 2,5 milioni di euro. È stato copresidente di LafargeHolcim fino ad aprile 2017.
Lafont fa parte dei consigli di amministrazione di Électricité de France e ArcelorMittal. È consigliere del sindaco di Chongqing in Cina. È anche presidente della Fondation nationale pour l'enseignement de la gestion.